# Ubort

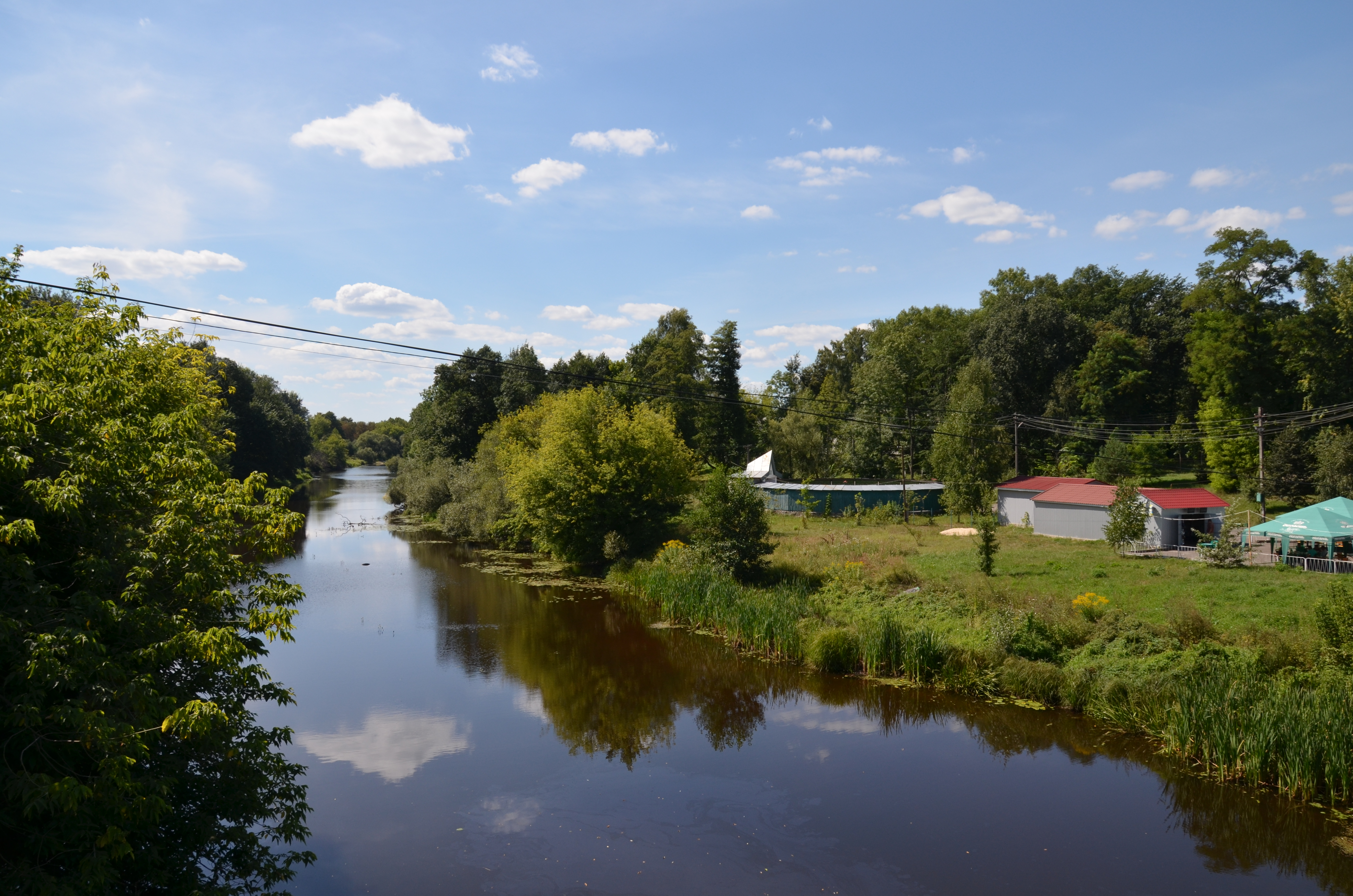
Der Ubort bei Olewsk

Der Ubort (ukrainisch Уборть; belarussisch Убарць Ubarz) ist ein rechter Nebenfluss des Pripjat. Er entspringt mit seinen Seitenarmen im Flussoberlauf im Hügelland nahe der Ortschaft Symony in der Oblast Schytomyr, um dann in nördlicher Richtung über die Staatsgrenze nach Belarus zu fließen. Hier schwenkt er schließlich in der Homelskaja Woblasz in nordöstliche Richtung, um in den Pripjat zu münden. Mit einer Länge von 292 km entwässert er ein Areal von 5820 km².